# Arnold Odermatt
Pour les articles homonymes, voir Odermatt.
 (juin 2021).
Si vous disposez d'ouvrages ou d'articles de référence ou si vous connaissez des sites web de qualité traitant du thème abordé ici, merci de compléter l'article en donnant les références utiles à sa vérifiabilité et en les liant à la section « Notes et références ».
Arnold Odermatt est un policier et photographe suisse né le 29 mai 1925 à Oberdorf dans le canton de Nidwald et mort le 19 juin 2021 à Stans dans le canton de Nidwald.
Au début des années 1990, ses photographies sont découvertes par son fils Urs Odermatt dans le cadre de recherches préliminaires pour le film Le pandore, histoire dont elles deviendront une thématique centrale. Urs Odermatt présente ces travaux dans le cadre des recueils Meine Welt, Karambolage, Im Dienst et In zivil, et il publie depuis lors l’œuvre de son père en collaboration avec l’historienne de l’art Beate Kemfert de Francfort ainsi qu’avec la galerie berlinoise Springer & Winckler Galerie.

## Biographie
Arnold Odermatt entre au service de la police nidwaldienne en 1948, forcé et contraint d’abandonner pour raisons de santé son métier originel de boulanger et pâtissier. Lorsque le policier Arnold Odermatt arrive pour la première fois sur une scène d’accident avec son Rolleiflex dans le but d’enrichir les rapports de police par des photos prises sur les lieux, il suscite des réactions pour le moins étonnées, car la photographie n’a alors encore rien d’évident en tant que moyen d’établir des preuves au sein de la police.
Un collègue de travail l’a observé avec méfiance, aussi est-il immédiatement convoqué pour un rapport. Arnold Odermatt parvient à convaincre ses supérieurs de son initiative, et on lui permet alors d’utiliser en tant que chambre noire provisoire des toilettes vétustes du poste de Stans. Lorsque celui-ci prendra ses quartiers dans un nouveau bâtiment des années plus tard, le premier photographe de police de Suisse obtiendra alors son propre laboratoire.
Le grand modèle d’Arnold Odermatt était le célèbre photographe de Magnum Werner Bischof qu’il a rencontré une fois par hasard en voulant photographier Charlie Chaplin dans le cadre d’une mission de sécurité au Bürgenstock. Le style propre à Odermatt était tout empreint de sobriété et d’authenticité, et on retrouve dans ses clichés l’expression linguistique spartiate caractérisant ses rapports de police. La maîtrise de son art est indéniable, et rien d’essentiel n’échappe à son œil photographique. Dans Karambolage, sa série d’œuvres la plus célèbre, on ne voit ainsi pas des victimes blessées mais des sculptures d’épaves surréalistes surgies de la réalité. C’est avec la même douceur et mélancolie dignes d’un Jacques Tati qu’Arnold Odermatt contemple les conséquences de la rapidité, de la hâte propre aux temps modernes.
Arnold Odermatt a ainsi photographié pendant quarante ans le quotidien de la police nidwaldienne, et ses clichés n’intéressaient qu’occasionnellement la presse locale, les tribunaux ou une assurance. C’est uniquement lorsque son fils, le metteur en scène de cinéma et de théâtre Urs Odermatt a montré les photos pour la première fois dans une exposition individuelle à Francfort-sur-le-Main que le monde des arts a commencé à s’intéresser à ses travaux. L’ouvrage illustré Meine Welt a suivi après cette exposition enthousiasmante, et soudain les observations quotidiennes de la province de Suisse centrale acquéraient le même crédit que l’on accorde à l’œuvre de son modèle Werner Bischof qui, lui, a beaucoup voyagé de par le monde.
Entré dans la police en 1948, il prendra sa retraite en 1990 en tant que lieutenant, chef de la police de la route et vice-commandant de la police cantonale nidwaldienne.
Les photos d’Arnold Odermatt sont sélectionnées par Harald Szeemann pour la 49e Biennale de Venise en 2001. En 2002, James Rondeau les présente dans son exposition individuelle dans le cadre de l’Art Institute de Chicago, puis c’est au tour d’Urs Stahel de les exposer en 2004 au Fotostiftung Schweiz (Musée de la photographie de Winterthour).
Arnold Odermatt meurt à 96 ans le 19 juin 2021 à Stans,.

## Expositions personnelles
- 2012 - Arnold Odermatt. La Chambre, Strasbourg[3].
- 2012 - Arnold Odermatt. Espace d'Art Contemporain Fernet Branca, Saint-Louis (Alsace).
- 2012 - Arnold Odermatt. L'Été photographique de Lectoure. Lectoure (Gascogne),  (ISBN 978-2-919077-12-0)[4].
- 2011 - Heimat. Buchmann Galerie, Berlin.
- 2011 - On and Off Duty. Galerie Georges-Philippe et Nathalie Vallois, Paris[5],[6].
- 2010 - On Duty. Amador Gallery, New York.
- 2010 - In zivil. Springer & Winckler Galerie, Berlin.
- 2010 - Arnold Odermatt. Leo Koenig Inc. Projekte, New York.
- 2009 - Karambolage. Miesiąc Fotografii w Krakowie, Krakau.  (ISBN 978-83-928967-0-8).
- 2009 - Project Room : Arnold Odermatt. Galerie Georges-Philippe et Nathalie Vallois, Paris.
- 2008 - Focus Photographie : Arnold Odermatt. Galerie Lelong, Zurich.
- 2006 - Im Dienst. Farbphotographien 1962-1990. Springer & Winckler Galerie, Berlin.
- 2005 - Arnold Odermatt. Museum im Bellpark, Kriens.
- 2005 - Arnold Odermatt. Centro Cultural Okendo, Saint-Sébastien.  (ISBN 84-96431-06-1).
- 2004 - Kantonspolizei Nidwalden. Springer & Winckler Galerie, Berlin.
- 2004 - Arnold Odermatt. Galería Arnés y Röpke, Madrid.
- 2004 - Karambolage. Rathaus, Fellbach.
- 2004 - Karambolagen. Fotomuseum Winterthur, Winterthur[7].
- 2004 - Arnold Odermatt. Galerie Sabine Knust, Munich.
- 2004 - Arnold Odermatt. James Kelly Contemporary, Santa Fe.
- 2003 - Arnold Odermatt. Paul Morris Gallery, New York.
- 2003 - Arnold Odermatt. Washington University Gallery of Art, Saint-Louis.
- 2002 - Arnold Odermatt. The Art Institute of Chicago, Chicago.
- 2002 - Karambolage. Centre rhénan de la photographie, Strasbourg.
- 2002 - Die Biennale-Auswahl. 32 Photographien für Venedig 2001. Springer & Winckler Galerie, Berlin.  (ISBN 3-0000966-6-3).
- 2002 - Karambolage. Museum Morsbroich, Leverkusen.  (ISBN 3-925520-64-3).
- 2001 - Carambolages. Centre de la photographie, Genève.
- 2000 - Karambolagen und andere Photographien. Springer & Winckler Galerie, Berlin.
- 1998 - Karambolage. Polizeipräsidium, Francfort-sur-le-Main.
- 1996 - Meine Welt. Viewpoint Gallery, Salford.
- 1993 - Arnold Odermatt. Seeplatz 10, Buochs.

## Exposition collectives
- 2015 - Le Bord des Mondes, palais de Tokyo, Paris.
- 2013 - Artgeneve, Salon international d'art, Genève.
- 2011 - [Contre]culture.ch. Musée de l'Élysée, Lausanne.
- 2011 - Odermatt, Weegee, Metinides. Westport Arts Center, Westport (Connecticut).
- 2011 - Pimp your collection: cars you drive me art. Landesgalerie, Linz.
- 2011 - Road Atlas. Opelvillen, Rüsselsheim.
- 2011 - Fetisch Auto. Ich fahre, also bin ich. Musée Tinguely, Bâle.
- 2010 - Un monde parfait. Biennale 7, Ottignies-Louvain-la-Neuve.
- 2009 - Background Story. Cardi Black Box, Milan.
- 2009 - Labyrinth: Freiheit. Landesausstellung/Mostra interregionale, Bozen/Bolzano.
- 2008 - Glück - welches Glück. Deutsches Hygiene-Museum, Dresde.  (ISBN 978-3-4462-3015-6).
- 2007 - Again: Serial Practices in Contemporary Art. Wadsworth Atheneum, Hartford.
- 2007 - Swiss Made: Präzision und Wahnsinn. Musée des beaux-arts de Wolfsbourg, Wolfsbourg.  (ISBN 978-3-7757-1962-9).
- 2006 - A Broken Arm. 303 Gallery, New York.
- 2006 - Accidents. Galerie Georges-Philippe & Nathalie Vallois, Paris.
- 2006 - Bilder vom Vierwaldstättersee. Musée des beaux-arts de Lucerne.  (ISBN 3-267-00150-1).
- 2006 - (Tat)Orte: Weegee, Arnold Odermatt, Enrique Metinides. NRW-Forum Kultur und Wirtschaft, Düsseldorf. Catalogue.
- 2005 - Multiple Räume (3): Film. Staatliche Kunsthalle, Baden-Baden.  (ISBN 3-936711-77-1).
- 2005 - Dreams. Galerie Buchmann, Cologne.
- 2005 - Liebe Schweiz. Arnold Odermatt und Christian Schwager. Simon Studer Art, Genève.
- 2005 - Der Berg. Pavillon suisse, Exposition universelle 2005, Aichi.
- 2004 - Rues. Centre culturel suisse, Paris.
- 2004 - Scatto - 11 photographische Positionen. Gesellschaft der Freunde junger Kunst, Baden-Baden.
- 2004 - XL Photography 2. Art Collection Deutsche Börse, Francfort-sur-le-Main.  (ISBN 3-7757-1358-1).
- 2003 - Arnold Odermatt, Martin Städeli. Gesellschaft der Freunde junger Kunst, Baden-Baden.
- 2002 - Aubes, Rêveries au bord de Victor Hugo. Maison de Victor Hugo, Paris.
- 2002 - Der Berg. Heidelberger Kunstverein, Heidelberg.  (ISBN 3-933257-99-9).
- 2002 - Arnold Odermatt und Ryūji Miyamoto. Galerie Buchmann, Cologne.
- 2002 - Macht und Freiheit. Journées photographiques de Bienne, Bienne.
- 2001 - Plateau der Menschheit., 49e Biennale de Venise, Arsenal, Venise. Catalogue.
- 1999 - Wohin kein Auge reicht. Deichtorhallen, Hambourg. Catalogue.

- (de) Alexander von Vegesack, Automobility : Was uns bewegt., Weil am Rhein, Vitra Design Museum, 1999 (ISBN 978-3-931936-17-4)
- (de) Wolfgang Becker, Ein deutscher Sammler, ein deutsches Auto=A German collector, a German car : Peter Ludwig und der Volkswagen, Aix-la-Chapelle, Thouet Verlag, 1995 (ISBN 978-3-930594-06-1)
- (de) Joachim Riedl, Heimat : auf der Suche nach der verlorenen Identität, Vienne, Jüdisches Museum der Stadt Wien C. Brandstätter, 1995, 176 p. (ISBN 978-3-85447-574-3).

## Livres
- Arnold Odermatt, avec un texte de Caroline Recher, Diaphane éditions, Montreuil sur Brèche 2012,  (ISBN 978-2-919077-12-0) (BNF 43504116).
- Arnold Odermatt : In zivil. Hors service. Off Duty, Urs Odermatt, Éditions Steidl Verlag, Göttingen 2010.  (ISBN 978-3-86521-796-7).
- Arnold Odermatt : Im Dienst. En service. On Duty, Urs Odermatt, Éditions Steidl Verlag, Göttingen 2006.  (ISBN 3-86521-271-9). Prix allemand de la photo 2008.
- Arnold Odermatt : Karambolage, Urs Odermatt. Allemand, français, anglais. Éditions Steidl-Verlag, Göttingen 2003.  (ISBN 3-88243-866-5).
- Arnold Odermatt : Meine Welt Photographien/Photographs 1939-1993, Urs Odermatt, Éditions Benteli Verlag, Berne 1993, 2001 et 2006.  (ISBN 3-7165-0910-8). Kodak Book Award 1993[8].
- Arnold Odermatt : Die Biennale-Auswahl. 32 Photographien für Venedig 2001, avec un texte de Harald Szeemann. Galerie Springer & Winckler, Berlin 2002.  (ISBN 3-0000966-6-3).
- Arnold Odermatt : Karambolage, Museum Morsbroich, Leverkusen 2002.  (ISBN 3-925520-64-3).
- Urs Odermatt : Wachtmeister Zumbühl, scénario d’un long métrage de 79 photos d’Arnold Odermatt. Éditions Benteli Verlag, Berne 1994.  (ISBN 3-7165-0960-4).

## Film
Dans les années soixante, Arnold Odermatt a documenté les débuts de la construction autoroutière en Suisse près d’Acheregg et du tunnel de Lopper avec un important matériel noir et blanc photo et 16 mm. Le film documentaire Lopper a été monté en 1991 par Urs Odermatt à partir de ce matériel historique.
En tant que photographe de plateau, Arnold Odermatt a aussi accompagné dans les années 1990 les travaux de tournage des films Rotlicht!, La Fiancée thaïlandaise et Le Pandore d’Urs Odermatt.